# 浄念寺 (台東区)
浄念寺（じょうねんじ）は、東京都台東区にある浄土宗の寺院。

## 歴史
1596年（慶長元年）、性誉上人によって開山された。元々は神田駿河台に位置していたが、1605年（慶長10年）に現在地に移転した。
かつては、惣信院・光成院・源信院、露体院、月松院、称専院の支院を擁していたが、現存していない。

## 文化財
- 三島政行墓（東京都旧跡 昭和30年3月28日指定）[3]
- 木造阿弥陀如来立像（台東区有形文化財 平成2年度登載）[1]

## 交通アクセス
- 蔵前駅A0出口より徒歩約4分（経路案内）。